# Chronologie des faits économiques et sociaux dans les années 1910
Chronologie de l'économie
Années 1900 - Années 1910 - Années 1920

## Événements

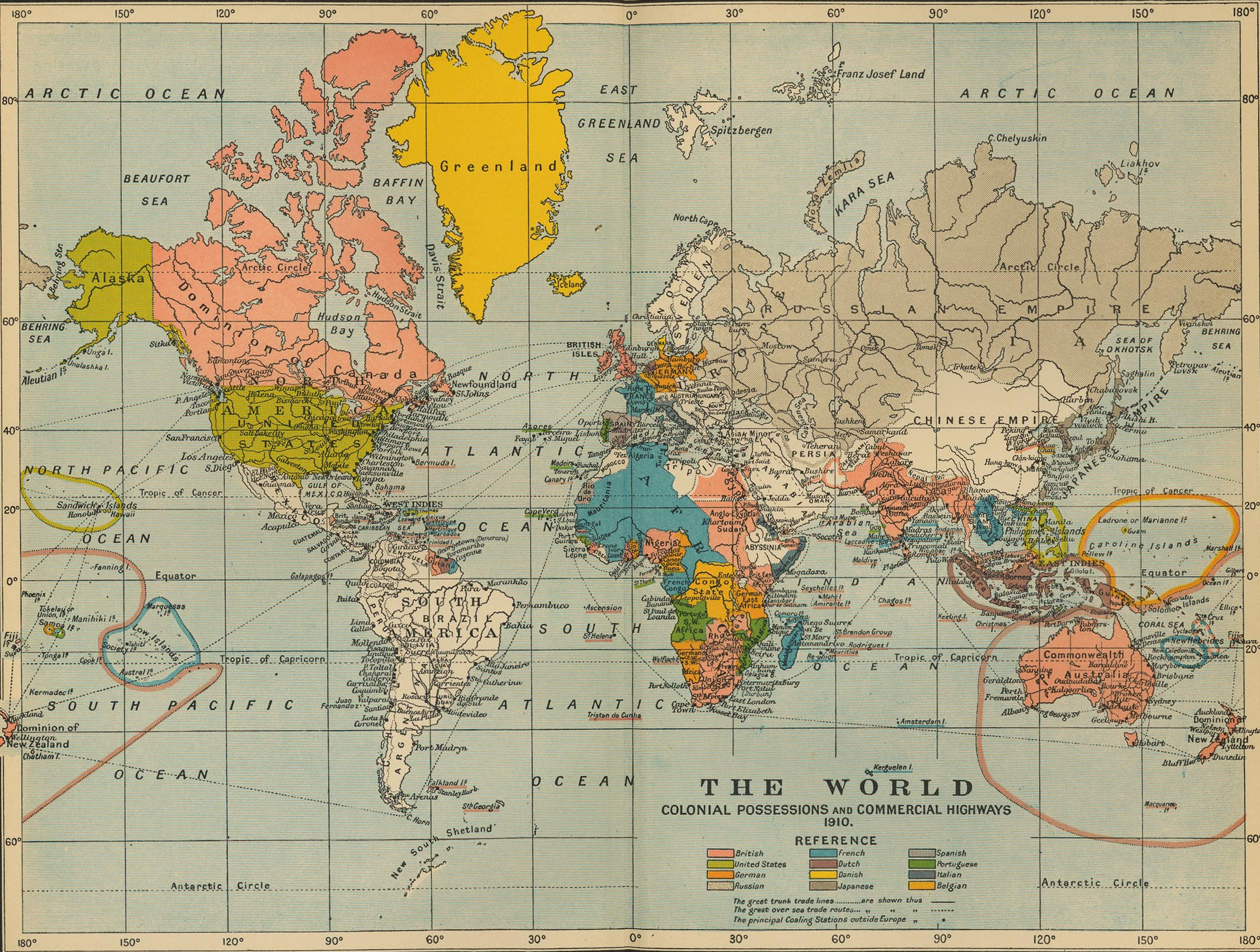
Le monde en 1910

- 1913 : la valeur du commerce international a quadruplé depuis 1870[1] ; il est assuré pour moitié par la Grande-Bretagne (15,2 %), l'Allemagne (13,1 %), les États-Unis (11,2 %) et la France (7,8 %)[2].

### Afrique
- 1909-1912 : après la prise du Ouaddaï par les Français (1909) et de la Libye par les Italiens (1912)[3], l’axe commercial Soudan-Cyrénaïque, déjà concurrencé par le chemin de fer, perd de son importance. Le commerce transsaharien s’effondre[4]. Les nomades doivent se sédentariser.
- 14 avril 1911 : l’État belge passe un contrat avec la société britannique Lever pour créer la HCB (Huileries du Congo belge). Il prévoit la concession par étape de 750 000 ha de terre pour y exploiter l’huile de palme. En 1930, la HCB traite 96 900 tonnes de fruits et exportera 18 000 tonnes d’huile et 10 300 tonnes d’amandes[5].
- 1911-1914 : grande sécheresse et famine généralisée au Sahel. Les Peuls l'appellent kittangal, et les bambara kongo jugu (terrible famine) ou bo kèlè san kongo (la famine de l'année de la révolte des Bobo, 1916)[6].
- 1911 et 1916 : sécheresse et famine au Sud de l'Angola, où 250 000 personnes meurent de faim[7].
- 1911 : 
  - ouverture de la première fonderie du Congo belge par l’Union minière du Haut Katanga à Élisabethville[8], qui produit 998 tonnes de cuivre[9] (136 992 en 1929, 163 610 en 1944).
  - inauguration de la ligne de chemin de fer de Cotonou à Savé[10].
- 1912 : 
  - inauguration des lignes de chemin de fer Lagos-Kano et Abidjan-Bouaké (Régie des chemins de fer Abidjan-Niger)[11]. Avec le chemin de fer, le Nigeria, sous l’impulsion des commerçants haoussa, exporte en moyenne 8 200 tonnes d’arachides par an entre 1910 et 1914, puis 41 300 tonnes par an entre 1914 et 1919[12].
  - création de la Western African Currency Board pour l’émission de monnaie dans les colonies britanniques de l’Afrique de l’Ouest[13].
  - Native Authority Ordinance au Kenya : droit de requérir 24 jours de travail forcé par an pour les besoins de la communauté[14] (porté à 60 jours en 1920 sauf pour les personnes ayant travaillé trois mois dans l’année écoulée).
- 1913 : 
  - les exportations minières représentent plus de 80 % des exportations sud-africaines. La production de diamants représente 70,92 % de la production mondiale, celle de l’or 50,9 % en 1921, 51,4 % en 1930. En 1913, 15 % seulement du capital des compagnies minières est détenu par des Sud-Africains, mais 40 % dans les années 1930.
  - la Forminière commence l'exploitation de diamant dans la province du Kasaï au Congo belge[8].
  - 533 fonctionnaires blancs en AEF[15].
  - 468 écoles franco-arabes en Algérie[16].
- 1913-1914 : famine au Tchad (AEF)[17] et en Éthiopie[18].
- 1914-1918 : plus d'un million d'Africains sont recrutés pendant la première Guerre mondiale pour combattre en Afrique, mais aussi en Europe et au Proche Orient. Madagascar fournit 45 000 hommes à la France[19].
- 1914-1916 : développement des productions de blé et de pommes de terre au Tanganyika, au détriment des produits destinés à l’exportation. Les Allemands, isolés de ma métropole, utilisent les ressources de la colonie qui produit du riz, de la farine de blé, des bananes, des ananas, du café, des pommes de terre, du sel (saline Gottorp à Uvinza (en) entre Tabora et le Tanganyika), du sucre raffiné. Ils organisent des ateliers de filature de coton et de chaussures en cuir de buffle, vulcanisent le caoutchouc pour produire des pneus, tirent à Morogoro un carburant de la noix de coco, le trébol, produisent de la quinine à l'institut biologique d'Ousambara[20].

- 1914 : 2 500 colons européens en AOF ; 8 000 à Madagascar pour 3 millions de Malgaches.
- 1915 : 
  - la chute du trafic maritime incite l’Afrique du Sud à développer son industrie et à assurer son autosuffisance alimentaire.
  - en AOF, la pénurie de main d’œuvre due à la conscription affecte la production agricole, minière et industrielle. Le commerce est désorganisé par le blocus britannique des côtes et la guerre sous-marine allemande. Il en résulte une grave crise économique.
- 1916-1917 : 12 000 personnes quittent la Côte d'Ivoire pour la Gold Coast. Migrations du Sénégal vers la Gambie, de Haute-Volta vers la Gold Coast et du Dahomey vers le Nigeria[21].
- 1916-1918 : famine Rumanura au Rwanda[22].
- 1916-1919 : famine Nzala ya Faini causée par la sécheresse (1915-1920) au Kenya, aggravée par les attaques des criquets (1917) et une épidémie de grippe qui affaiblie et tue de nombreux Mijikenda (1918-1919). Les Giriama sont particulièrement touchés, après qu'ils ont été chassés par les Britanniques de leurs terres et qu'ils ont vu leur bétail confisqué en représailles de leur révolte en 1914-1915[23].
- 1916-1920 : famine en Éthiopie[24].
- 1918 : 2 000 km de chemin de fer de Congo belge (600 km en 1908, 5 000 km en 1939)[25].
- 1918-1926 : famine en AEF, en particulier au Gabon[22].

### Asie
- 1910 : l’industrie du coton en Inde est au cinquième rang mondial et assurent 44% du marché national, les importations de fil de coton sont au second rang derrière la Grande-Bretagne, l’industrie du jute est au premier rang mondial[26].
- 1914, Afghanistan : le commerce russe atteint 38 % des importations de Kaboul, contre 62 % pour le commerce britannique[27].

- La Grande Guerre favorise les exportations vers l’Asie, qui ne sont plus assurées par les pays d’Europe. Les prix mondiaux montent, enrichissant les milieux d’affaire mais faisant baisser le niveau de vie des Japonais.
- Après un demi-siècle de modernisation et à la suite des guerres contre la Chine et la Russie, le Japon est terriblement endetté au début de l’ère Taishō.

### Amérique
- 1910 : 
  - les États-Unis produisent de 25 millions de tonnes d’acier et 500 000 tonnes de cuivre (électricité)[28].
  - les revenus des travailleurs noirs aux États-Unis correspondent au tiers de ceux des Blancs. Huit millions de femmes travaillent (4 millions en 1890). Elles représentent le cinquième de la main-d’œuvre totale[28].
  - 19 205 kilomètres de voies ferrées au Mexique[29].
  - la forêt amazonienne fournit presque la moitié du caoutchouc mondial[30].
- 1910-1914 : croissance soutenue et début d’industrialisation en Colombie, en Argentine, au Chili et au Brésil[31].
- 1912-1917 : en Argentine, le taux de chômage passe de 5 % à 19 %[32].
- 1913 :
  - les États-Unis ont investi au Mexique 25 % de leurs capitaux exportés et contrôlent 70 % de l’industrie pétrolière et 80 % des actifs ferroviaires.
  - Le Brésil produit 316 000 quintaux de cacao (4e rang mondial) dont 95 % à Ilhéus, au sud de Bahia (1 280 000 en 1937)[30].
- 1913-1929 : la production de pétrole quadruple aux États-Unis de 1913 à 1929 de 33 à 138 millions de tonnes par an[33].
- 1914 :
  - début de l'exploitation intensive des gisements de pétrole au Venezuela[34].
  - 33 500 kilomètres de voies ferrées en Argentine[35].
  - en Argentine, 62 % des ouvriers ou artisans sont nés à l’étranger[36].
- 1914-1920 : la Guerre entraîne l’accroissement de la production industrielle au Brésil et l’afflux de devises étrangères, grâce à une balance commerciale très favorable. Industrialisation du Rio Grande do Sul[37].
- 1915 : 
  - la Première Guerre mondiale stimule les exportations latino-américaines alors que les importations en provenance d’Europe chutent, créant de substantiels excédents commerciaux et favorisant l’industrialisation[31].
  - le Chili regagne sa position dominante sur le marché mondial du cuivre avec plus de 100 000 tonnes produites par an. Essor de l’industrie textile au Chili[38].
  - la banane représente 45 % des recettes d’exportations du Costa Rica, derrière le café[39].
- 1917 : 
  - en raison de la guerre et des attaques sous-marines menées par les Allemands, le commerce latino-américain s’oriente de l’Europe vers les États-Unis[40].
  - agitation sociale au Brésil[41].
- 1917-1919 : recrudescence de l’agitation syndicale au Chili[42].
- 1917-1921 : apogée du mouvement ouvrier en Argentine. Série de grèves, aussi bien en zones rurales qu'urbaines :  138 en 1917, 196 en 1918 et 367 en 1919[43].
- 1918, Brésil : fin de la crise qui dure depuis 1906, les richesses agricoles du pays (café, blé, caoutchouc et sucre) sont à nouveau exportées massivement.
- 1919-1920 : la vague de grèves atteint son paroxysme au Brésil, avec 64 mouvements de grèves dans la seule ville de São Paulo[42].

- L’argent représente un tiers des recettes d’exportation du Mexique dans les années 1910, l’or compte pour 15 %, le cuivre et l’agave pour 10 % chacun[38].
- De 80 % à 95 % des paysans mexicains sont dépourvus de terres. 8 341 haciendas regroupent plus de cinq millions d’habitants. Les peones, réduit à l’état de quasi-servage, s’endettent à vie dans les tiendas de raya que possèdent chaque hacienda. La petite propriété subsiste et de nombreux paysans vont gagner un salaire supplémentaire à l’hacienda. Dans le nord du pays, les grands propriétaires doivent même offrir des terres aux paysans pour qu’ils résistent à l’attrait des salaires offerts aux États-Unis[44].

### Europe
- 1910-1913 : la part des dépenses militaires dans le produit national atteint 4,5 % en Russie, 4.2 % en Allemagne, 4,1 % en France, 3,4 % en Grande-Bretagne, 2,8 % en Autriche-Hongrie[45].
- 1910-1914 : série de grandes grèves en Espagne (781 enregistrées) ; elle provoque une augmentation générale des salaires. Après 1914, la guerre en Europe déclenche hausse des prix (20 à 120 % pour les produits alimentaires, 50 à 200 % pour les produits industriels entre 1914 et 1920) et baisse du pouvoir d’achat[46].
- 1910 : 
  - création de la Banque russo-asiatique (fusion de la Banque russo-chinoise et de la Banque du Nord). 60 % des capitaux sont d’origine française[47].
  - accentuation des monopoles financiers en Russie[48].
  - construction des premières automobiles et des premiers avions en Russie[48].
  - en Autriche-Hongrie, le secteur primaire occupe 55 % de la population et l’industrie 20 % (62 % et 18 % en Hongrie, 48 % et 28 % en Cisleithanie)[49].
  - 65 % d’analphabètes en Espagne[50].
  - 18 090 km de voies ferrées en Italie ; 43 280 km en Autriche-Hongrie ; 61 209 km en Allemagne ; 66 581 km en Russie[51].
- 1911 : 75,1 % de la population du Portugal est analphabète[52]. Une loi établit l'instruction officielle et libre pour tous les enfants aux niveaux maternel et primaire et la scolarité obligatoire entre sept et dix ans ; en 1918, la gestion des écoles primaires passe des municipalités à l'État[53].
- 1911-1913 : 226 000 Portugais (dont 90 000 pour l'année 1912), émigrent - en majorité vers le Brésil[54].
- 1912 et 1913 : les comptes de l’état portugais sont équilibrés[55].
- 1913 :
  - l’Allemagne produit 191,5 millions de tonnes de houille (troisième rang mondial). 63 % vient de la Ruhr, 17 % de la Silésie, 7 % de la Sarre et 2 % de Lorraine. La production de lignite (87,5 millions de tonnes) a doublé depuis 1900. La production de coke passe de 11,6 millions de tonnes en 1900 à 32,2 millions (2e rang mondial). La production de minerais de fer du Zollverein est de 36 millions de tonnes (avec le Luxembourg et la Lorraine). L’Allemagne produit 19 millions de tonnes d’acier[56]. L'Allemagne est la deuxième puissance commerciale mondiale après la Grande-Bretagne ; le mouvement total des échanges est passé de 11,2 milliards de marks en 1900 à 20,9 milliards en 1913. La flotte marchande compte 3,3 millions de tonneaux, soit 11 % du tonnage mondiale[57].
  - essor des coopératives agricoles en Allemagne : 27 675 coopératives regroupent 3,5 millions d’exploitants sur 5,7 millions[58].
  - la production de pétrole de la région de Câmpina-Ploieşti en Roumanie passe de 50 000 tonnes en 1890 à 1 885 000 tonnes. La Roumanie devient le quatrième producteur mondial[59].
- Hiver 1913 - 1914 : crise économique en Allemagne due à la cherté de l’argent[60].
- 12 février 1914 : nouveau prêt français à la Russie (500 millions de francs par an pendant 5 ans) pour le développement des chemins de fer stratégiques de l’Ouest[61]. L’État russe doit 8 à 9 milliards de roubles, dont 50 % à la France. Les investissements étrangers sont de 2 milliards de roubles (1/3 d’origine française).
- 22 août 1914 : ordonnance interdisant la vente d’alcool en Russie pendant la durée de la guerre, sanctionnée par un oukase de l'empereur le 13 octobre[62].
- 1914 : l’Italie produit 2 800 de GWh, dont 1 150 d’origine hydraulique (principalement dans le Nord et le centre). Le reste provient du charbon importé. 4 000 communes sont électrifiées[63].
- 1915 : effort de guerre considérable, animé en Allemagne par Rathenau, en Grande-Bretagne par Lloyd George et en France par Albert Thomas et Louis Loucheur[64].
- 22 janvier 1915 : lois réglementant la durée du travail au Portugal. Journée de sept heures dans les banques et les bureaux, de huit à dix heures dans les usines, de dix heures dans les boutiques[65]. Législation sur les accidents du travail[66].
- Automne 1915 : en raison des mauvaises récoltes, le pain et les pommes de terre sont rationnés en Allemagne[67].
- 1916 : 
  - mauvaises récoltes en Allemagne. Les difficultés de ravitaillement entraînent de vives tensions entre les villes et les campagnes. Manifestations et grèves contre la guerre et contre la faim. La mortalité infantile s’accroît, des épidémies de typhus et de dysenterie se développent[68].
  - dégradation de la situation économique et sociale en Russie. Rupture des circuits économiques, pénurie de produits industriels et alimentaires, hausse des prix. 1 400 grèves et 1 million de grévistes dans l’année[48].
  - la ligne ferroviaire du Transsibérien, commencé en 1891, est achevée (9 300 km de Moscou à Vladivostok effectués en 18 jours)[69].
- 1916-1917 : disette liée aux mauvaises récoltes et à la diminution des importations au Portugal[70]. Les difficultés économiques provoquées par l’effort de guerre entrainent des manifestations de mécontentement, dont tire parti l’Église et les monarchistes[71].
- 1917 :
  - pénurie de charbon, de couvertures et de vivres en Allemagne. Inflation, chute du pouvoir d’achat des salariés[67].
  - Ivar Kreuger crée la Société allumettière suédoise (Svenska Tändsticksaktiebolaget)[72]. En 1930, il contrôle les trois quarts de la production allumettière mondiale[73].

- 1918 - 1921 : pendant la Guerre civile russe (1917-1923), l'économie s'effondre. La monnaie perd toute valeur et est remplacée par un système d'échange en nature, associé à une tentative de dirigisme économique, le « communisme de guerre ». Le parti communiste exerce un pouvoir dictatorial[74]. De 5 à 10 millions de victimes sont dues à la guerre et à la famine.

#### France
- 1910 :
  - nouveau tarif français, déclenchant une guerre douanière avec l’Allemagne[75].
  - 40 484 km de chemin de fer[51], plus 9 600 km de lignes d’intérêt local. 53 000 km de routes nationales et départementales, plus 540 000 km de chemins vicinaux[76].

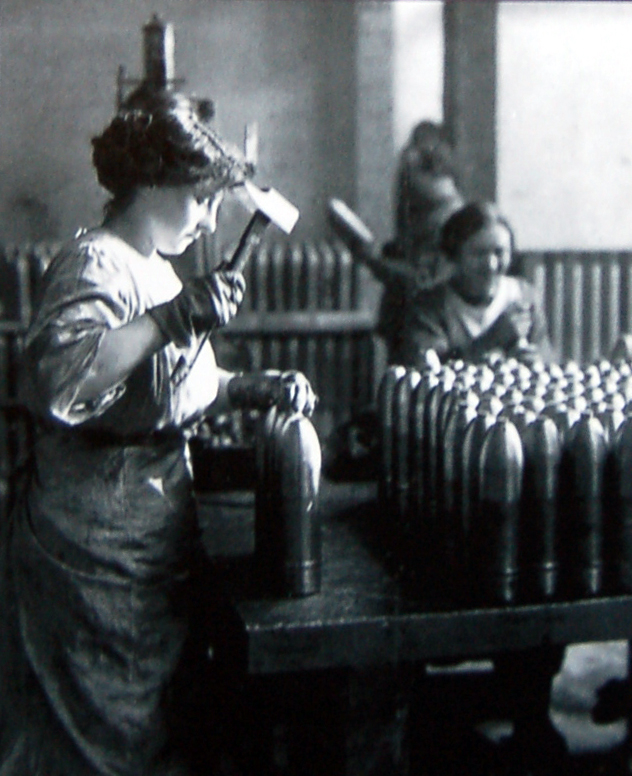
Une femme au travail dans une usine d'obus (1915-1916).

- 1911-1918 : la part des femmes dans la main-d’œuvre totale passe de 38 % à 46 % ; elles travaillent essentiellement dans les usines d'armement (« munitionnettes »)[77].
- 1912 : les dépenses publiques représentent 12,6 % du PIB ; elles augmentent pendant la guerre pour atteindre 32,8 % en 1920[78].
- 1912 et 1913 : grèves chez Renault et Berliet contre le chronométrage du travail[76].
- 1913-1918 : le PIB chute de plus de 23 %[79].
- 1913 :
  - 45 000 voitures produites[76].
  - les gains des enfants de 13 ans à leur majorité représentent 20 % des ressources des familles ouvrières françaises[76].
- 5 août 1914 : cours forcé des billets de banque après plus d'un siècle de stabilité monétaire[80].
- 1914 : 
  - 43 à 45 milliards de francs-or de placements à l’étranger (28 en 1900)[81]. 4 milliards seulement dans l’empire colonial[82].
  - les recettes fiscales représentent 10 % du PIB[83].
- 1914-1918 : le budget national passe de 5 milliards de francs en 1913 à 45 milliards en moyenne entre 1914 et 1918 (225 milliards au total). Les dépenses militaires coûtent 128 milliards au pays. Elles sont couvertes notamment par l'augmentation de la masse fiduciaire qui entraine une forte augmentation des prix (de l'indice 100 en 1913 à 406 en 1919)[84]. Les dépenses budgétées pour la guerre sont évaluées à 20 milliards de francs par an (le budget pour 1914 est de 5 milliards) ; les dépenses réelles sont de 140 milliards si on inclut les allocations aux familles des mobilisés[85]. Seuls 15 % sont couvertes par l'impôt (dont l'impôt sur le revenu voté en 1914 et appliqué en 1916-1917). La part des dépenses publiques dans le PIB passe de 8,8 % en 1912 à 27,8 % en 1920. On a d'abord recours à l'augmentation de la masse monétaire : en 1914, il y a 6 milliards de francs en circulation ; en 1919 : 25,5 milliards. La Banque de France utilise le stock d'or pour gager les premières dépenses à hauteur de 5 % à 8 % comme il est d'usage. Cependant, l'encaisse-or diminue fortement du fait des transactions interbancaires et internationales. Une autre solution pour couvrir les frais de guerre est l'emprunt : auprès de la population française sous forme de « bons de la défense » (76 milliards à court terme, mais toujours renouvelés) et 24 milliards en emprunts à long terme[86].

- 10 février 1915 : loi qui crée les obligations de la Défense nationale[87].
- 2 juillet 1915 : « campagne de l'or » - fin de la circulation des monnaies d'or[88].
- 16 novembre 1915 : émission d'un emprunt national à 5 % pour financer la guerre[89].
- 1915 : le cours forcé des billets, qui signifie la dévaluation de fait du franc, provoque une forte inflation, qui se monte à 19,8 %[90].
- 1916 : 
  - l'inflation se monte à 11,2 %[90].
  - première année du recouvrement de l'impôt général sur le revenu, le premier formulaire de déclaration fait son apparition[91].
- 1917 : 
  - Mai-juin : mouvements de grèves[92].
  - hausse de l'inflation à 20 %[90].
  - réformes fiscales : taxe sur les paiements et sur les ventes d’objets de luxe. Les « quatre vieilles » contributions sont dévaluées au rang d’impôts locaux et remplacées comme impôt national par l’impôt sur le revenu, impôt cédulaire frappant sept catégories de revenus (revenus fonciers, bénéfices industriels et commerciaux, revenus agricoles, revenus des professions non commerciales, traitements et salaires, pensions et rentes viagères, revenus des valeurs mobilières, revenus des créances)[93].
- 7 janvier 1918 : création des Chèques postaux[94].
- 10 février 1918 : loi qui généralise le rationnement. Une « carte d'alimentation » est instituée à Paris et elle est étendue à toute la France le 1er juin[95].
- 11 novembre 1918 :  la guerre a tué 1 357 800 soldats[96]. La surmortalité civile est de 1 250 000 environ, essentiellement liée à l'épidémie de grippe espagnole en 1918[97]. Les naissances se sont effondrées, inférieures de 1,4 million à la normale pour la période 1914-1919[98]. Au total, la population a diminué de 2 millions entre les recensements de 1911 et 1921 (400 000 si on tient compte de la réintégration de l'Alsace-Lorraine)[99]. Alfred Sauvy chiffre à 34 milliards de francs-or l’ampleur des destructions matérielles dues à la guerre[100].
- 1918 : la guerre a engendré d'importantes dépenses militaires, ce qui explique le fort endettement de la France (180 % du PIB)[101]. L'inflation atteint 29,2 %[90].
- 1919 : niveau d’inflation à 22,6 %[90] ; la chute des dépenses militaires, la croissance et une forte inflation permettent une importante réduction de la dette. Le déficit budgétaire est ramené à 17 % du PIB (47,6 milliards de francs).

#### Royaume-Uni
- 1910 :
  - 10 % de la population britannique est soumise à l’impôt sur le revenu[102].
  - le réseau ferroviaire couvre 37 658 km[51].
- 1911 : la production britannique annuelle de charbon est de 272,5 millions de tonnes (287,5 en 1913)[103].
- 1911-1915 : le premier Lord de l'Amirauté Winston Churchill décide d'équiper la Royal Navy de chaudières à mazout, dont les cuirassés rapides de la classe Queen Elizabeth, ce qui initie la dépendance au pétrole de la Marine britannique[104] et de l'armement moderne en Europe[105].
- 1913 : 
  - la Grande-Bretagne assure 14 % de la production industrielle mondiale, au troisième rang derrière les États-Unis (35,8 %) et l’Allemagne (16 %), mais devant la France (6,4 %)[106]. Elle conserve sa place de leader dans le commerce international (15 % du commerce mondial contre 25 % en 1850)[107]. Les exportations et les importations ont plus que sextuplé depuis 1801. Les importations sont dominées par les produits alimentaires (38 %) et les produits de base pour l’industrie, les exportations par les produits manufacturés, à l'exception du charbon (8,7 %). 45 % des exportations se font à destination de l’Europe et des États-Unis[108]. Plus de 60 % des importations en proviennent.
  - 4 millions d’ouvriers syndiqués (23 % de la main-d'œuvre)[109].
- 1915 : instauration de droits de douane sur certains produits et établissement du contrôle des changes pour préserver la valeur de la livre[110]. L’État négocie un accord avec les syndicats qui interdit les grèves en échange d’une généralisation des conventions collectives[111].
- 1918 :
  - programme du parti travailliste qui promet l'instauration de « la propriété collective des moyens de production » et « l'administration et le contrôle par le peuple de chaque industrie »[112].
  - 1,9 milliard de £ de déficit budgétaire. Il est financé par l'emprunt intérieur (5,5 milliards en 1918), par la réalisation du cinquième des investissements outre-mer et par l'emprunt à l'étranger (1,3 milliard de dette extérieure en 1918)[110].
  - six millions d'hommes ont été mobilisés en Grande-Bretagne pendant le conflit, auxquels s'ajoutent les trois millions fournis par l'Empire. La guerre a fait 723 000 victimes[113].
  - 7,3 millions de femmes travaillent contre 5,6 millions avant la guerre[114]. Le chômage a disparu. Les revenus réels ont augmenté de 25 % depuis 1914.
  - loi Fisher sur l'éducation (scolarité obligatoire à 14 ans)[115] ; loi sur la condition maternelle (afin de diminuer la mortalité infantile)[110].
- 1919 :  loi sur la construction de logements sociaux (Housing, Town Planning, &c. Act 1919 (en))[116]. Construction de logements municipaux (council flats (en)) pour les classes laborieuses : plus de 8 000 à Londres, 2 700 à Birmingham, 2 300 à Liverpool[110].
- 1919 - 1921 : période de crise sociale et de grèves violentes au Royaume-Uni. 146 millions de journées de travail sont perdues pour cause de grèves entre 1919 et 1921[110].

- Plus d’un Anglais sur deux se rend régulièrement aux bains de mer, provoquant la croissance des villes balnéaires (Blackpool passe de 4 000 habitants en 1861 à 58 000, Bournemouth de 1 900 à 79 000)[110].

### Démographie
- 1906-1911 : 39,6 millions d’habitants en France, dont 1,2 million d’étrangers. La population stagne avec un taux de natalité de 20,2 ‰ et un taux de mortalité de 19,6 ‰.
- 1910 : 
  - L’Empire britannique s’étend sur 32 millions de km² peuplés de 450 millions d’habitants.
  - 44,9 millions d’habitants au Royaume-Uni[2]. L’espérance de vie dépasse 50 ans. Le taux de mortalité est passé de 23 ‰ en 1851 à 15 ‰. La population anglaise entame lentement un processus de vieillissement.
  - 64,6 millions d’habitants en Russie[2].
  - 49,5 millions d’habitants au Japon[2].
  - 15 160 369 habitants au Mexique[117].
  - recensement en Autriche-Hongrie : l’empire compte 51 390 000 habitants dont 55 % en Cisleithanie, 41 % en Hongrie et 4 % en Bosnie-Herzégovine. 23,9 % parlent l’allemand, 20,2 % le hongrois 47,2 % des langues slaves. Les Juifs représentent 4,5 % de la population de l’empire.
  - La Hongrie (sans la Croatie autonome) compte 18,3 millions d’habitants, dont 54,5 % de Magyars, 10,4 % d’Allemands, 10,7 % de Slovaques, 16,1 % de Roumains et plus de 8 % de Ruthéniens, Serbes et autres. Les 900 000 Juifs se déclarent magyars en majorité. Budapest compte 881 600 habitants. Trois millions de Roumains vivent dans l’empire. L’ancienne province de Transylvanie est peuplée d’1,5 million de Roumains, soit 55 % des habitants pour 34 % de Hongrois et Szeklers et 9 % d’Allemands. 600 000 Roumains forment 37 % de la population des pays de Máramaros, Szatmar et Bihar. 835 000 Roumains peuplent le Banat historique (42 % des habitants), 275 000 la Bucovine (35 % des habitants).
  - dix millions de Noirs américains, dont 9 millions vivent dans le Sud[28].
- 1911 : 
  - 5 973 000 habitants en Afrique du Sud dont 67,28 % de Noirs, 21,36 % de Blancs, 2,54 % d’Asiatiques et 8,80 % de « Colorés ».
  - 13 167 colons blancs au Kenya. 12 000 Indiens.
  - recensement au Canada ; le pays compte 7 206 643 habitants[118].
  - 92 millions d’habitants aux États-Unis[119].
- 1912 : recensement en Colombie, qui compte 5 472 604 habitants.
- 1914 : 
  - l’Espagne compte 20 millions d’habitants.
  - l’Allemagne compte 67,4 millions d’habitants. 34 % des Allemands ont moins de 15 ans (pour 25 % de Français). 60 % des Allemands vivent dans des villes de plus de 10 000 habitants. Les 48 villes de plus de 100 000 habitants rassemblent 1/5 de la population totale. L’Allemagne compte 1,26 million d’étrangers dont presque la moitié de Polonais. Le taux de natalité passe de 35,6 ‰ en 1900 à 27,5 ‰ en 1913. Le taux de mortalité de 23 ‰ à 15 ‰.
  - il y a de 60 000 à 85 000 Juifs en Palestine pour plus de 600 000 arabe, soit 8 à 12 % de la population selon les estimations[120].
- 1914-1918 : la guerre a fait 1,4 million de morts en France, 1 million au Royaume-Uni, 1,7 million en Russie, 60 000 aux États-Unis et 2 millions en Allemagne.
- 1918 : le Japon compte 55 millions d’habitants (35 millions en 1873)[121].

- Les Pays-Bas comptent 6,163 millions d’habitants.
- La population portugaise n’atteint pas les 6 millions d’habitants.